# Front Row
Front Row was een Media Center-toepassing voor Apples lijn van Apple Macintosh computers en de Apple TV. Met uitzondering van de Mac Pro werden alle Macs in de periode 2005-2011 ermee uitgerust. Front Row bestond uit een kleine afstandsbediening, de Apple Remote, en een volscherm interface die tezamen toegang bieden tot lokale en gedeelde digitale media. De interface bood vier toegangspunten:
- Muziek - het afspelen van alle beschikbare muziek, podcasts en gesproken boeken
- Foto's - het tonen van alle beschikbare foto's, fotoalbums of diavoorstellingen
- Dvd - het afspelen van dvd's
- Video's - het afspelen van alle beschikbare videoclips, films of filmtrailers, of tv-programma's

Front Row kon te allen tijde geactiveerd worden via de bijbehorende Apple Remote, maar ook direct via het toetsenbord. In Mac OS X Leopard werd een vernieuwde versie van Front Row geïntroduceerd die geïnspireerd was op de 1ste Generatie Apple TV. In Snow Leopard verscheen hier een licht aangepaste versie van. Front Row werd tot en met OSX 10.6.8 meegeleverd: Front Row werd stopgezet in juli 2011 bij de uitgave van Mac OS X Lion 10.7.